# (29085) Sethanne
(29085) Sethanne est un astéroïde de la ceinture principale.

## Description
(29085) Sethanne est un astéroïde de la ceinture principale. Il fut découvert le 17 septembre 1979 à Harvard par l'Observatoire de l'université Harvard. Il présente une orbite caractérisée par un demi-grand axe de 2,70 UA, une excentricité de 0,07 et une inclinaison de 3,9° par rapport à l'écliptique.

## Compléments